# Distrito de Mandya
Mandya (en canarés; ಮಂಡ್ಯ ಜಿಲ್ಲೆ ) es un distrito de India, en el estado de Karnataka . 
Comprende una superficie de 4 961 km².
El centro administrativo es la ciudad de Mandya.

## Demografía
Según censo 2011 contaba con una población total de 1 808 680 habitantes.